# Господство Лихтенберг
Господство Лихтенберг (на немски: Herrschaft Lichtenberg; на френски: Seigneurie de Lichtenberg) е територия на Свещената Римска империя в Долен Елзас около градовете Страсбург и Хагенау.

## История
Неговият център се намирал в замък Лихтенберг в Горна Франкония в Бавария. Първите, споменати в документи са Алберт фон Лихтенберг през 1197 г., домхер в Страсбург, и Рудолф фон Лихтенберг през 1202 г. Лихтенбергите са роднини с господарите на Хюнебург и през 1249 г. успяват да получат фогтайството за Страсбург. Конрад фон Лихтенберг (1273 – 1299) става епископ на Страсбург. Господарите на Лихтенберг чрез консеквентна териториална политика увеличават тяхното господство през 14 и 15 век.
Със смъртта на Якоб фон Лихтенберг, фогт на град Страсбург, родът Дом Лихтенберг измира. Наследнички са двете му племенници, Анна и Елизабет фон Лихтенберг, дъщерите на умрелия по-рано Лудвиг V фон Лихтенберг (* 12 май 1417, † 25 февруари 1471). Анна е омъжена за граф Филип I Стари, фон Ханау-Бабенхаузен и техните наследници започват да се наричат фон Ханау-Лихтенберг. Елизабет е омъжена за граф Симон VII Векер.

## Галерия
- Фамилен герб в Ingeram-Codex
- Герб на господарите на Лихтенберг от 15 век
- Днешният герб на общината Лихтенберг

## Личности
- Конрад III фон Лихтенберг, епископ на Страсбург (1273 – 1299)
- Фридрих I фон Лихтенберг, епископ на Страсбург (1299 – 1306)
- Йохан фон Лихтенберг II, епископ на Страсбург (1353 – 1365)
- Йохан II фон Лихтенберг († 1366)
- Якоб фон Лихтенберг (1416 – 1480)